# Мікстура
Мікстура (від лат. mixtura — суміш) — рідка лікарська форма; суміш різних лікарських засобів, розчинених або що перебувають у зваженому стані в якої рідини. До складу мікстури можуть входити настої, відвари, екстракти, розчинні і нерозчинні порошки. Застосовується всередину.